# Fanny e Alexander
Fanny e Alexander (Fanny och Alexander) è un film del 1982 diretto da Ingmar Bergman.
Nato originariamente come film per la televisione, e licenziato in una prima versione di cinque ore studiata per una eventuale suddivisione in puntate, fu convertito in una versione per il cinema di una durata di circa tre ore; i tagli hanno dato adito a qualche critica circa la inattesa apparizione o la repentina "scomparsa" di alcuni personaggi.
Il film vinse quattro premi Oscar su sei candidature; le candidature per il premio al miglior regista e alla migliore sceneggiatura originale, entrambe riferite a Bergman, non furono coronate da successo, negando al regista l'ultima possibilità di ricevere una statuetta personale per una sua opera.

## Trama
Nel 1907, in una città della provincia svedese, l'agiata famiglia borghese degli Ekdahl festeggia il Natale in casa di nonna Helena. La famiglia, ma più in generale il mondo intero, sono osservati con gli occhi innocenti e visionari dei due bambini Fanny e Alexander, figli del direttore del teatro locale Oscar. Gli zii Gustaf Adolf e Carl, con le rispettive mogli, completano la cerchia familiare.
Quando la malattia porta alla morte Oscar, la madre di Fanny e Alexander, Emilie, trova conforto nella religione e finisce per sposare il pastore protestante Vergérus. La vita dei due bambini subisce un grande e brusco cambiamento, dalla dimora sontuosa e ricca di giochi dovranno adattarsi alla rigidità e all'austerità della canonica. Alexander non ha più il teatrino di marionette per dare libero sfogo alla sua fantasia, così trae spunto dalle vicende del mondo reale e dalla vita nella canonica, in cui è avvenuto un fatto tragico poco prima del loro arrivo e di cui Alexander dà la sua personale interpretazione. La fantasia e la realtà si confondono, scatenando l'ira incontrollata e apparentemente ingiustificata del pastore.
Fanny e Alexander sono ora prigionieri nella canonica, tanto che la nonna dovrà organizzare, con l'aiuto del suo amante ebreo, il rapimento dei bambini. Nella notte in cui è nascosto nel magazzino del rigattiere ebreo, Alexander con le sue visioni si interroga sul mistero della vita. E, infine, giunge la liberazione con la morte accidentale del vescovo in un incendio scoppiato mentre dorme.

Alle vicende di Fanny e Alexander si intrecciano quelle personali degli zii Gustav Adolf e Carl. Il finale si distingue con le parole della nonna Helena che comincia a leggere un brano di Sogno di August Strindberg per Alexander che ha appoggiato la testa sul suo grembo. 

## Produzione

### I connotati autobiografici del film
Il film è fortemente autobiografico e Bergman ricostruì sul set con precisione e amore le cinque stanze della casa di Uppsala e il loro contenuto come atto di riconoscenza dovuto per la persona e per i luoghi dove riusciva ogni tanto a rifugiarsi durante la sua tumultuosa infanzia.

Alexander è quindi Bergman stesso e nonna Helena, interpretata in modo magistrale da Gunn Wållgren, giovane per essere una nonna, è la nonna tanto amata dal regista e rappresenta la mamma che avrebbe voluto avere. Il pastore Vergérus, con la sua cattiveria, rappresenta il padre di Bergman, quel padre-padrone che tanto lo ha oppresso e dal cui fantasma non è mai riuscito a liberarsi tanto che alla fine del film il fantasma di Vergérus gli dirà: 
Oscar rappresenta invece il padre che Bergman avrebbe voluto avere, con la sua umanità e la sua passione per il teatro.
Il film si presta a diverse chiavi di lettura perché, come lo definì lo stesso autore, si tratta di "un arazzo, un'immensa tappezzeria dove ognuno può scegliere cosa vuol vedere".

### I temi principali
Il tema del film viene annunciato subito dalle prime inquadrature quando Oscar, rivolgendosi ai teatranti, dice:
Questa apologia dell'arte vista come universo riprende il tema pirandelliano del rapporto tra arte e vita, fra teatro e vita. Un altro tema che viene ripreso nel film è quello della maschera-persona alla quale si riferiscono Emilie e Vergérus.

Vi è poi il tema dominante della famiglia, la famiglia in sé, l'atmosfera della famiglia che, malgrado i difetti di ciascun membro e dei suoi dolori, può dare la felicità. Oscar prima di morire dirà alla moglie e ai figli: 
In questo modo Bergman ritorna sul tema della vita e della morte e sembra, in un certo senso, risolvere il suo interrogarsi sull'esistenza, anche se altri personaggi mettono in dubbio la trascendenza.

### Le tecniche

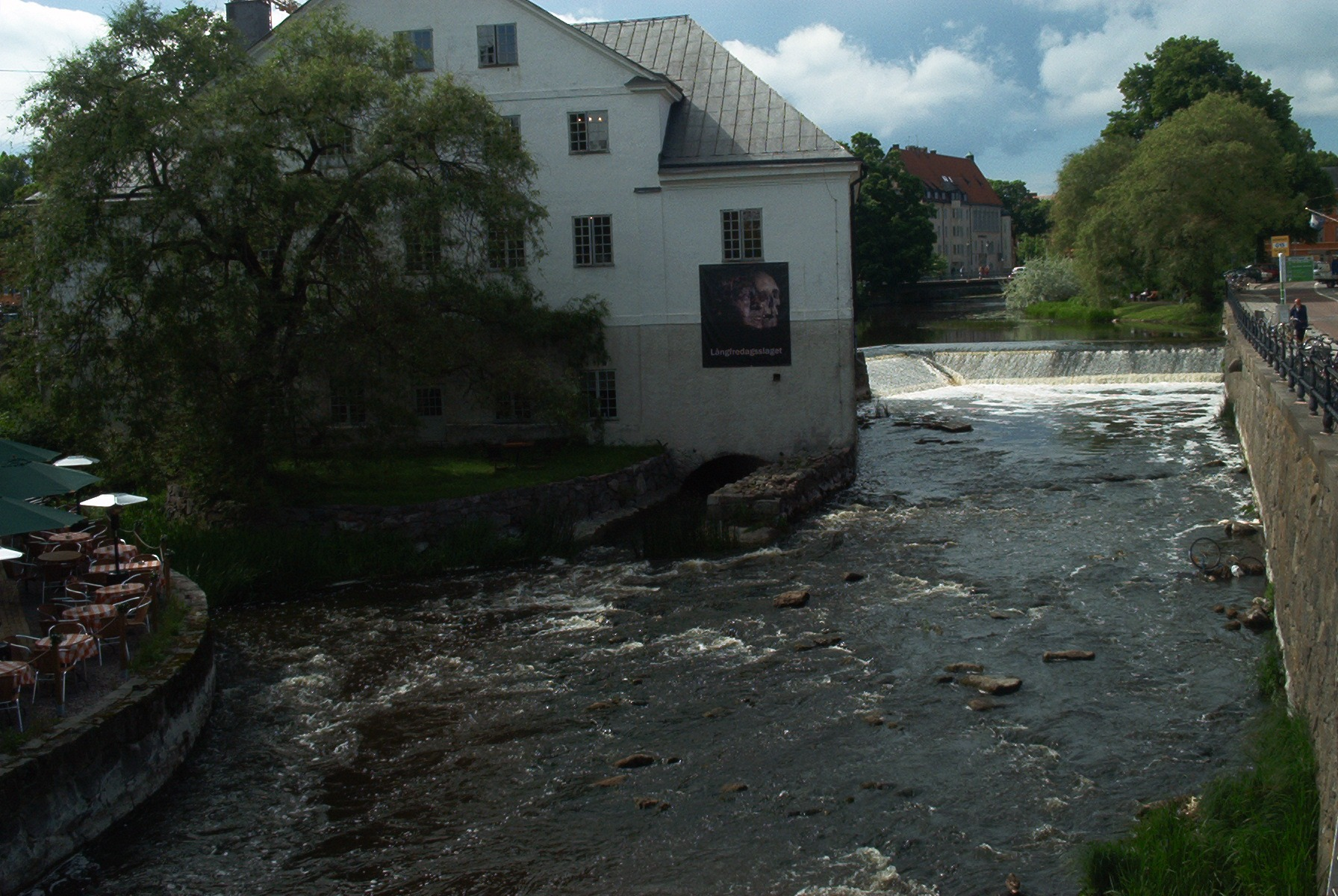
Il fiume Fyris a Uppsala. Il vecchio mulino ora museo regionale. L'esterno è stato usato nel film Fanny e Alexander, in cui era la residenza del vescovo

La fotografia è eccezionale, come già negli altri film di Bergman, che qui usa il colore con maestria, alternando il rosso per le scene della famiglia e il grigio, quasi un richiamo al bianco e nero, per la casa del vescovo.
La musica riporta in modo funzionale brani del Notturno op. 27 n. 1 di Chopin, le Suite per violoncello (op. 72, 80 e 87) di Britten e del Quintetto per pianoforte di Schumann.

Gli attori sono considerati, da molti commentatori, tutti di notevole bravura, insieme ai tecnici, agli arredatori, ai pittori, ai carpentieri formano una affiatatissima équipe, e come ha scritto il regista stesso nella sua autobiografia:

## Distribuzione

### Versioni
Esistono due versioni differenti del film: una breve della durata di 188 minuti, e una lunga di 312 minuti. Sebbene la versione lunga fosse stata completata per prima, fu data precedenza all'uscita nelle sale cinematografiche della versione breve, mentre per la versione più estesa si dovette attendere circa un anno. La versione integrale è stata trasmessa - divisa in quattro parti - in televisione, anche dalla Rai, in diverse occasioni. Tuttavia, questa versione rimane ancora oggi inedita nel mercato italiano dell'Home video.

## Riconoscimenti
- 1984 - Premio Oscar
  - Miglior film straniero (Svezia)
  - Migliore fotografia a Sven Nykvist
  - Migliore scenografia a Anna Asp e Susanne Lingheim
  - Migliori costumi a Marik Vos-Lundh
  - Candidatura per la Migliore regia a Ingmar Bergman
  - Candidatura per la Migliore sceneggiatura originale a Ingmar Bergman
- 1984 - Golden Globe
  - Miglior film straniero
  - Candidatura per la Migliore regia a Ingmar Bergman
- 1984 - British Academy Film Award
  - Migliore fotografia a Sven Nykvist
  - Candidatura per il Miglior film straniero a Ingmar Bergman e Jorn Donner
  - Candidatura per i Migliori costumi a Marik Vos-Lundh
- 1983 - National Board of Review Awards
  - Miglior film straniero
  - Migliori dieci film stranieri
- 1984 - David di Donatello
  - Miglior film straniero
  - Migliore regista straniero a Ingmar Bergman
  - Migliore sceneggiatore straniero a Ingmar Bergman
  - Candidatura per il Miglior produttore straniero a Cinematograph ab per the Swedish Film Institute, The Swedish Television STV 1, Gaumont, Personal Film e Tobis Filmkunst
- 1983 - Festival di Venezia
  - Premio FIPRESCI a Ingmar Bergman

- 1984 - Premio César
  - Miglior film straniero a Ingmar Bergman
- 1984 - Nastro d'argento
  - Miglior film straniero a Ingmar Bergman
- 1983 - Los Angeles Film Critics Association Awards
  - Miglior film straniero a Ingmar Bergman
  - Migliore fotografia a Sven Nykvist
- 1983 - New York Film Critics Circle Awards
  - Miglior film in lingua straniera (Svezia)
  - Migliore regia a Ingmar Bergman
- 1983 - British Society of Cinematographers
  - Migliore fotografia a Sven Nykvist
- 1984 - Directors Guild of America
  - Candidatura al DGA Award a Ingmar Bergman
- 1984 - French Syndicate of Cinema Critics
  - Miglior film straniero a Ingmar Bergman
- 1983 - Guldbagge Award
  - Miglior film
  - Migliore regia a Ingmar Bergman
  - Miglior attore a Jarl Kulle